# آکون آرنا
آکون آرنا یا ورزشگاه آکون یک ورزشگاه فوتبال در شهر وورزبورگ آلمان است.  این ورزشگاه میزبان بازی های خانگی وورزبرگر کیکرز است.  گنجایش ورزشگاه ۱۳۰۹۰ نفر است که از این تعداد ۲۵۶۲ صندلی می باشد.

## تاریخ
این ورزشگاه در سال ۱۹۶۷ گشایش یافت و به دلیل حمایت مالی در سال ۲۰۲۳ به Akon Arena تغییر نام داد  در سال ۲۰۱۴ به نورافکن مجهز شده است تا شرایط لازم برای ظاهر باشگاه DFB-Pokal را برآورده کند و برای استفاده بهتر باشد.

## امکانات
کل این مجموعه ورزشگاهی از دو زمین چمن طبیعی و یک زمین چمن مصنوعی تشکیل شده است. 

## لینک های خارجی
- راهنمای بازدیدکنندگان با تصاویر و مسیرها در GermanFootballGrounds.com

الگو:Würzburger Kickers